# Шадхурей
Ша́дхурей (кабард.-черк. Шэдхъурей) — озёра карстового (провального) происхождения в Зольском районе Кабардино-Балкарии.

## Этимология

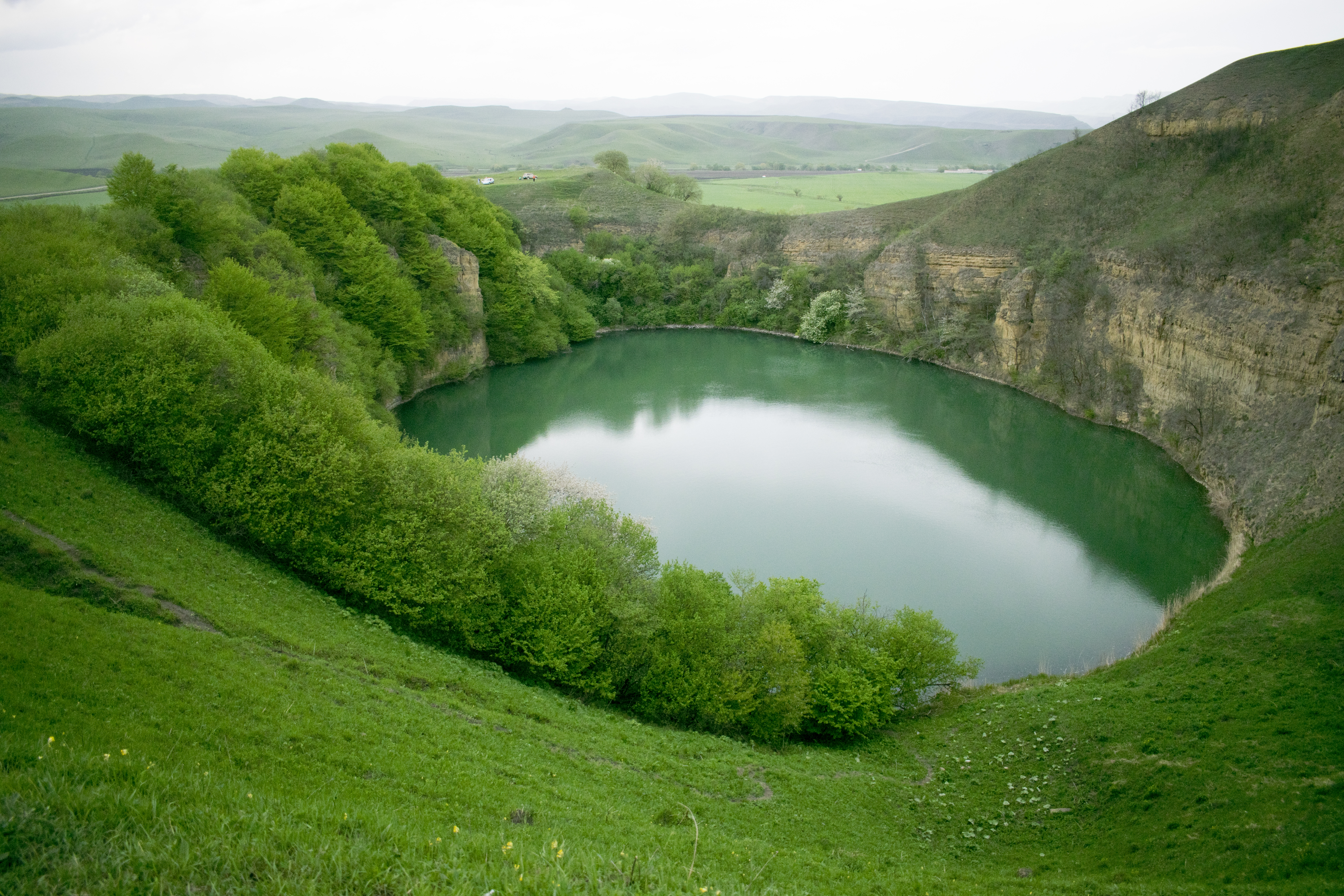
Малый Шадхурей в начале мая

Шадхурей (кабард.-черк. Шэдхъурей) в переводе означает «круглый омут» (в дословном переводе «круглая стоячая вода»). Топонимика названия восходит к кабардино-черкесским словам — шэд (стоячая вода, лужа) и хъурей (круглая).
Из-за трудности транскрипции оригинального названия озёр на русский язык, появились несколько искаженных названий, и ныне в литературе и на картах, кроме названия Шадхурей встречаются также, такие названия как — Шанхоре, Шантхурей, Шатхурей, Шэдхурей или Чан хурей.

## Состав
Озёра Шадхурей состоят из двух озёр:
- Шадхурей Первое (также Большое или Верхнее)
- Шадхурей Второе (также Малое или Нижнее)

Ранее озёр было три, но в начале XX века в ходе невыясненных подземных процессов, одно из озёр резко обмелело и ныне на его месте осталась лишь большая котловина с озерцом на дне. Сейчас рядом с Сухим Шадхуреем расположена свалка.

## Географическое положение
Озёра находятся в восточной части Зольского района, в 5 км к юго-востоку от села Каменномостское.
Расположены у южного подножья горного массива Калеж, на высоте 1012 метра над уровнем моря.

## Происхождение
Озёра возникли в результате карстовых провалов, которые образовались в ходе выщелачивания известняков из-под песчаников.
По местной легенде, на месте этих озёр, находились пастушеские станы трёх братьев, но однажды земля поглотила братьев вместе со скотом и на этих местах появились три «зловещих» озера, которые многие годы обходили стороной местные жители.

## Строение и характеристики
Озёра слабо изучены. Более детальному изучению озёр мешают подводные водовороты, мощные подводные течения и развитая сеть подводных каналов. По данным современных исследований, глубина каждого из озёр превышает 200 метров.
Площадь Большого Шадхурея составляет 0,54 км², при длине в 270 м и ширине в 170 м. Площадь Малого — 0,35 км², при длине в 165 м и ширине в 110 м.
В озёра не впадают ни реки, ни родники, и из них не вытекает вода, однако уровень воды круглый год постоянен. Температура поверхности воды летом достигает 20 °C, зимой обычно замерзают.
В 1970-х годах, с целью орошения полей, к Большому Шадхурею был прорыт канал. В следующую же ночь уровень воды в озере упал на несколько метров. В результате, по просьбе местных жителей канал был обратно засыпан.

## Растительный и животный мир
Озёра расположены в окружении альпийских лугов. Наиболее пониженная западная часть обоих озёр окружена лесом и ореховым садом. В восточной, наиболее повышенной части представлена растительность альпийских лугов.
В озере живёт несколько видов водорослей. Животный мир представлен многими видами рыб. В частности, такими, как толстолобики и амуры.

## Туризм
Озёра входят в пределы туристического кластера Кавказских Минеральных вод и является одним из популярных туристических мест в Кабардино-Балкарии.

## Интересные факты
В 1972 году у озёр снимали несколько эпизодов фильма «Земля Санникова». В частности, на Малом Шадхурее снимали жертвоприношение белого оленя, которого поглотил водоворот в центре озера, на фоне Большого Шадхурея — танцует шаман.

## Галерея

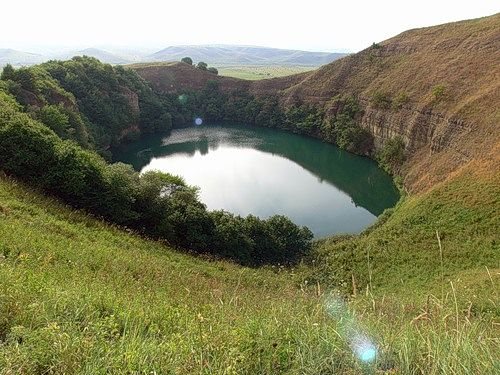
Озеро Малый (Второй) Шадхурей
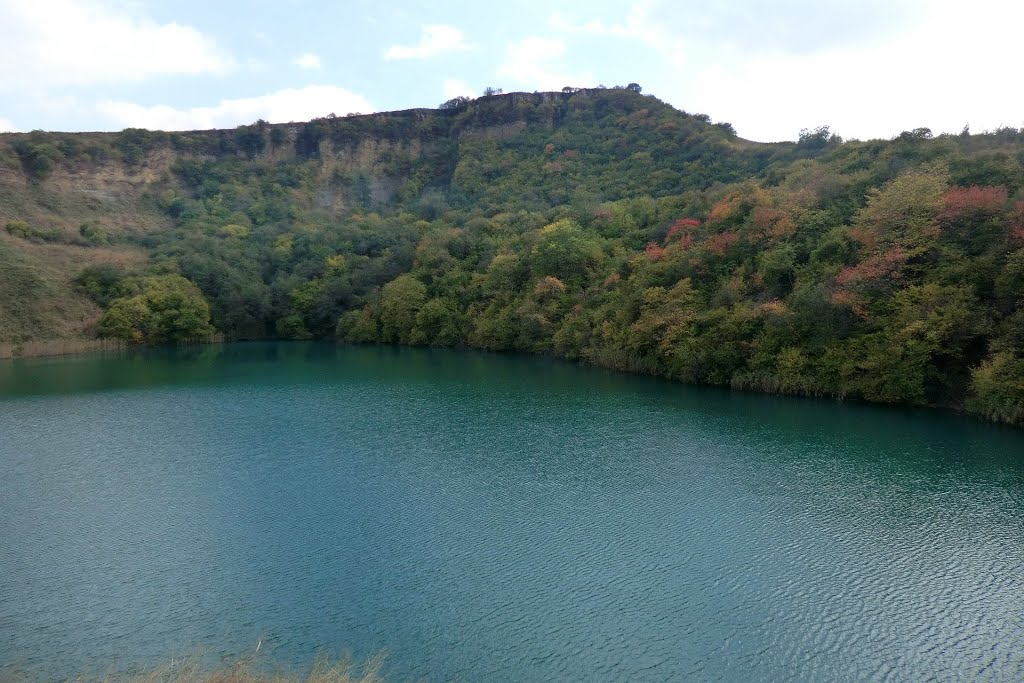
Вид на озеро Большой Шадхурей
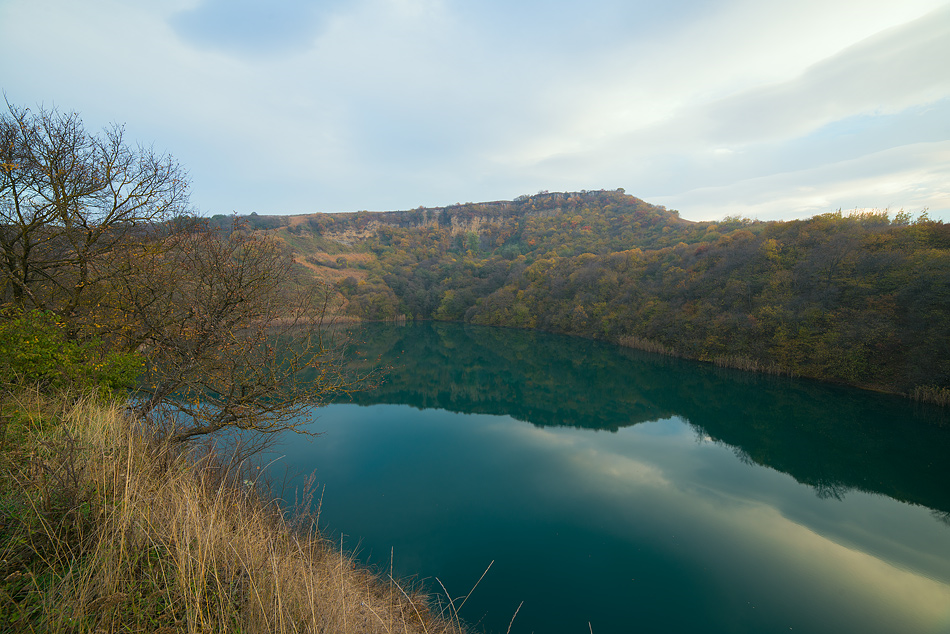
Вид на Большой Шадхурей с юго-западного склона
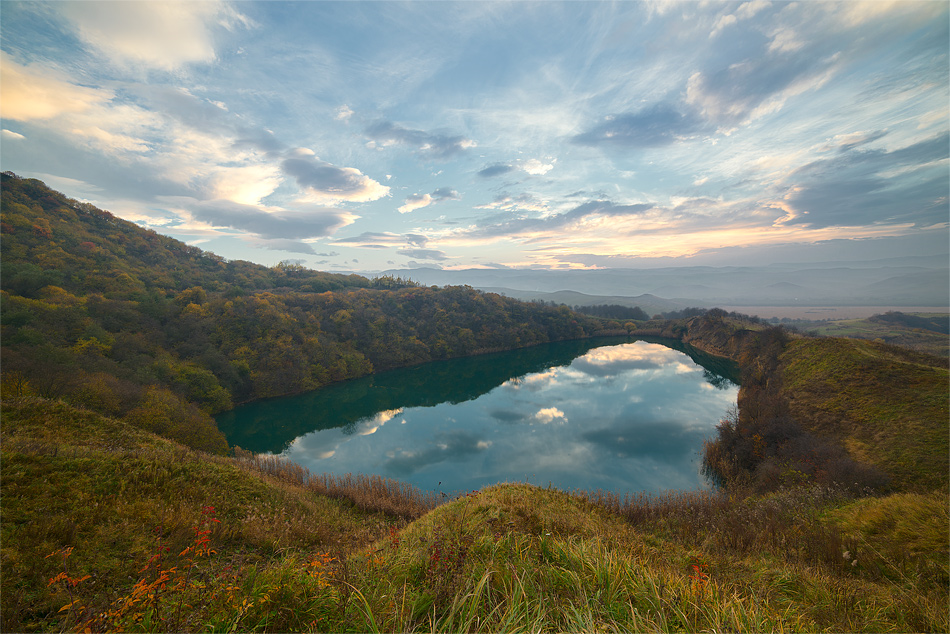
Вид на озеро Большой Шадхурей в позднюю осень.